# William Mulliken
William Danforth "Bill" Mulliken, född 27 augusti 1939 i Urbana i Illinois, död 17 juli 2014 i Chicago, var en amerikansk simmare.
Mulliken blev olympisk guldmedaljör på 200 meter bröstsim  vid sommarspelen 1960 i Rom.